# 1007
Năm 1007 là một năm trong lịch Julius.